# Hermann Wentker
Hermann Wentker (* 16. Dezember 1959 in Bonn) ist ein deutscher Historiker und Leiter der Abteilung Berlin des Instituts für Zeitgeschichte.
Hermann Wentker studierte Geschichte und Germanistik an den Universitäten Erlangen und Bonn und promovierte anschließend mit einer Arbeit zu den britischen Kriegszielen im Krimkrieg bei Klaus Hildebrand zum Dr. phil. Anschließend arbeitete er für einige Jahre als wissenschaftlicher Assistent bei Adolf Birke an der Universität Bayreuth. 1994 wechselte er an die neu gegründete Außenstelle des Instituts für Zeitgeschichte in Potsdam (jetzt Berlin-Lichterfelde). Seit 1998 leitet er die Abteilung Berlin-Lichterfelde. Im Jahr 2001 wurde Wentker mit einer Arbeit über die Justizpolitik in der SBZ und der frühen DDR an der Universität Leipzig habilitiert. Inzwischen wurde er zum außerplanmäßigen Professor ernannt. Wentker ist Mitglied im Kuratorium der Stiftung Ernst-Reuter-Archiv.
Zu den Forschungsschwerpunkten von Hermann Wentker zählen die Geschichte der internationalen Beziehungen im 19. Jahrhundert und die Geschichte der DDR, hier insbesondere die Kirchenpolitik, die Außenpolitik und die Justizgeschichte. Er hat zahlreiche Bücher und Aufsätze zu diesen Themen veröffentlicht.

## Schriften (Auswahl)
Monografien
- Zerstörung der Großmacht Rußland? Die britischen Kriegsziele im Krimkrieg. Dissertation 1990/91 (= Veröffentlichungen des Deutschen Historischen Instituts London. Band 30). Vandenhoeck & Ruprecht, Göttingen 1993, ISBN 3-525-36315-X.
- Justiz in der SBZ/DDR 1945–1953. Transformation und Rolle ihrer zentralen Institutionen (= Quellen und Darstellungen zur Zeitgeschichte. Band 51). Oldenbourg, München 2001, ISBN 3-486-56544-3.
- Außenpolitik in engen Grenzen. Die DDR im internationalen System 1949–1989 (= Quellen und Darstellungen zur Zeitgeschichte. Band 72), München 2007, doi:10.1524/9783486707380.
- Die Deutschen und Gorbatschow. Der Gorbatschow-Diskurs im doppelten Deutschland 1985–1991. Berlin 2020, ISBN 978-3-86331-537-5.

Sammelbände
- mit Adolf M. Birke (Hrsg.): Föderalismus im deutsch-britischen Meinungsstreit. Historische Dimension und politische Aktualität. Saur, München 1993, ISBN 3-598-21410-3.
- mit Adolf M. Birke (Hrsg.): Deutschland und Rußland in der britischen Kontinentalpolitik seit 1815. Saur, München 1994, ISBN 3-598-21411-1.
- Politische Strafjustiz in der DDR (PDF; 330 kB), in: Unrecht überwinden – SED-Diktatur und Widerstand. Sankt Augustin 1996, ISBN 3-931575-17-9, S. 9–22.
- mit Hartmut Mehringer, Michael Schwartz (Hrsg.): Erobert oder befreit? Deutschland im internationalen Kräftefeld und die sowjetische Besatzungszone (1945/46). München 1999.
- mit Dierk Hoffmann (Hrsg.): Das letzte Jahr der SBZ. Politische Weichenstellungen und Kontinuitäten im Prozess der Gründung der DDR. München 2000.
- mit Dierk Hoffmann, Michael Schwartz (Hrsg.): Vor dem Mauerbau. Politik und Gesellschaft in der DDR der fünfziger Jahre. München 2003.
- mit Henrik Bispinck, Jürgen Danyel, Hans-Hermann Hertle (Hrsg.): Aufstände im Ostblock. Zur Krisengeschichte des realen Sozialismus. Berlin 2004.
- mit Roger Engelmann, Thomas Großbölting (Hrsg.): Kommunismus in der Krise. Die Entstalinisierung 1956 und die Folgen. Göttingen 2008.
- mit Udo Wengst (Hrsg.): Das doppelte Deutschland. 40 Jahre Systemkonkurrenz. Berlin 2008.
- mit Philipp Gassert und Tim Geiger (Hrsg.): The INF Treaty of 1987. A Reappraisal. Göttingen 2020 (als Volltext online verfügbar).

Quelleneditionen
- als Hrsg.: Volksrichter in der SBZ/DDR 1945 bis 1952. Eine Dokumentation. München 1997.